# Xestia efflorescens
Xestia efflorescens ist ein in Ostasien vorkommender Schmetterling (Nachtfalter) aus der Familie der Eulenfalter (Noctuidae).

## Merkmale

### Falter
Die Falter erreichen eine Flügelspannweite von 40 bis 45 Millimetern. Die Vorderflügeloberseite ist dunkelbraun und mehr oder weniger grün überstäubt. In der Postdiskalregion hebt sich zwischen Vorderrand und Flügelmitte ein ockerfarbener Bereich ab. Ring- und Nierenmakel sind undeutlich. Auf der kräftig gelb gefärbten Hinterflügeloberseite befindet sich ein großer schwarzer Diskalfleck. Von der Flügelwurzel verläuft ein breites, gerades schwarzes Band bis in die Nähe des Analwinkels, der Innenrand sowie eine breite schwarze Saumbinde sind ebenfalls schwarz gefärbt. Die Fransen sind gelb.

### Ähnliche Arten
Xestia efflorescens unterscheidet sich außer der markanteren Zeichnung auf der Vorderflügeloberseite eindeutig von den Ordensbandarten (Catocala) mit gelben Hinterflügeln durch die Form des schwarzen Mittelbandes auf der Hinterflügeloberseite, das bei den Ordensbandarten bogenförmig verläuft.

## Verbreitung
Die Art kommt auf Hokkaidō, Honshū, Shikoku, Kyushu, Tsushima und  Yakushima sowie im Amurgebiet, in Korea und auf Taiwan vor.

## Lebensweise
Die nachtaktiven Falter fliegen in einer Generation zwischen Juli und September. Details zur Lebensweise der Art müssen noch erforscht werden.